# Castello Aragonese (Baia)

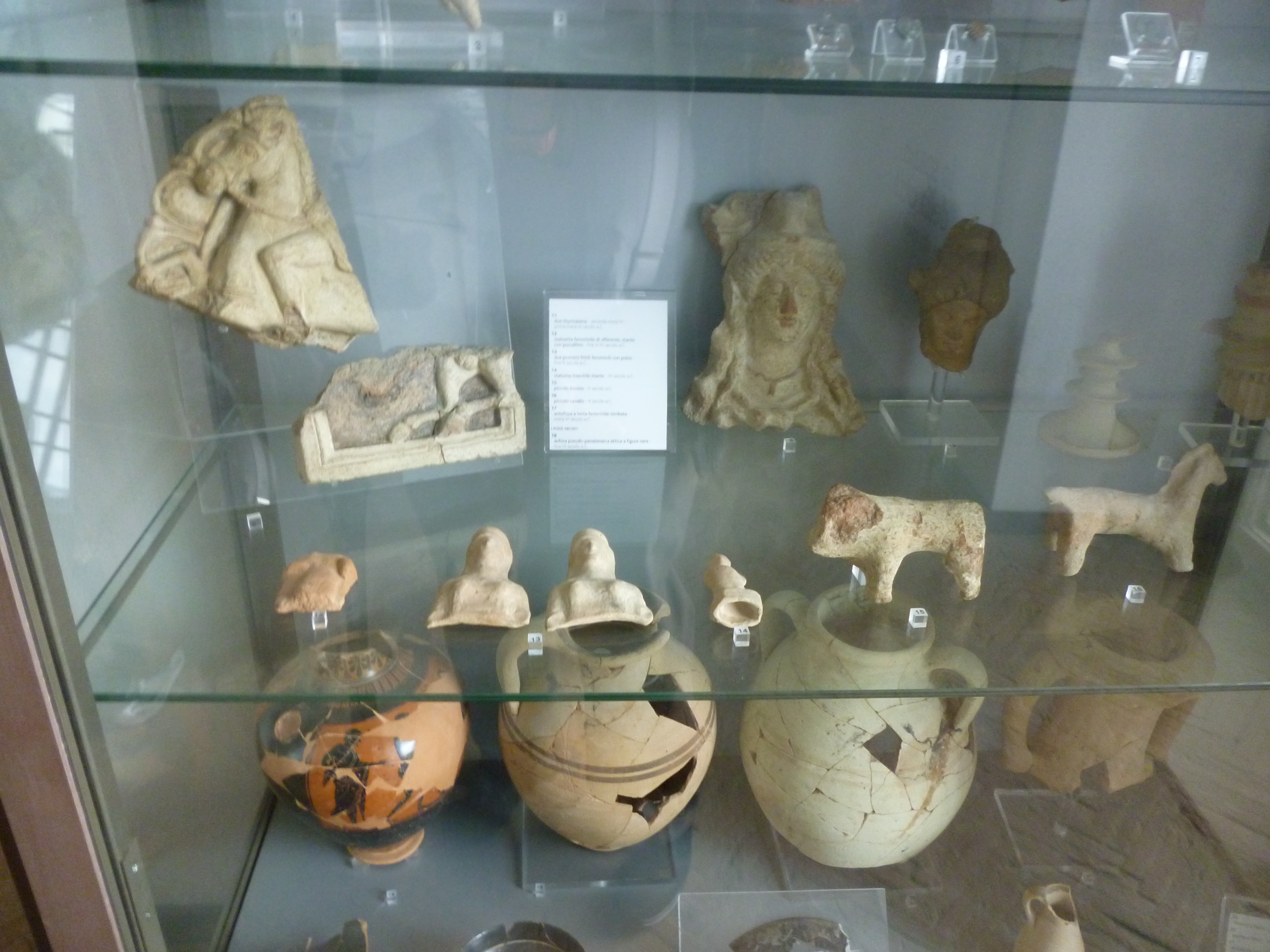
Museum

Het Castello Aragonese is een Aragonees kasteel in de badplaats Baia aan de baai van Pozzuoli in Zuid-Italië. Het kasteel staat op een uitstekende heuvel langs de weg Baia - Bacoli. Administratief behoort het kasteel tot de gemeente Bacoli, deel van de metropolitane stad Napels.
Het kasteel is een museum voor archeologisch onderzoek op de zeebodem in de baai van Pozzuoli en de baai van Napels. 

## Historiek
Reeds in de Romeinse Tijd stond op deze heuvel een riante villa (2e eeuw v.Chr. tot 1e eeuw), gelegen op een terrein dat de hele heuvel en de kustlijn besloeg. Overblijfselen zoals een stuk oprit en een visvijver werden opgegraven buiten het kasteel; daarnaast staan delen van het kasteel bovenop het Romeinse gebouw. 
Eind 15e eeuw bouwde Alfons II van Napels van het Koninklijk Huis Aragon, het Castello Aragonese. Het fort diende ter verdediging van invallende Saracenen en maakte deel van een fortengordel in Zuid-Italië, destijds het koninkrijk Napels. Zo waren er onder meer forten in Gaeta, Mondragone, Ischia en Pozzuoli die de landing van Saracenen moesten tegenhouden. De forten dienden eveneens ter controle van lokale baronnen. Alfons II belastte ingenieur di Giorgio Martini met de bouw van Castello Aragonese in Baia. Di Giorgio Martini had zijn sporen verdiend met militaire bouwwerken en de Dom van Siena. 
De vulkaanuitbarsting van de Monte Nuovo (1538) beschadigde het kasteel in opbouw in belangrijke mate. 
Het was de Spaanse vicekoning van Napels, Pedro Álvarez de Toledo, die de werken herstartte later in de 16e eeuw. Rond de oorspronkelijke donjon op de top van de heuvel verrezen hoge verdedigingsmuren boven de andere uitstekende delen. Er kwamen hoektorens en een uitkijktoren, genaamd Torre Tenaglia. Via drie ophaalbruggen geraakten troepen tot binnen in het kasteel.
In 1670 onderzocht Francesco Antonio Picchiati, ingenieur van het Spaanse hof in Napels, het Castello Aragonese. Picchiati startte dringende onderhoudswerken, want verschillende keermuren bogen door.
In de 18e eeuw vonden gevechten plaats aan het Castello Aragonese. Oostenrijkse troepen bezetten het kasteel zelfs gedurende dertig jaar tot Karel III van Sicilië en Napels er een einde aan maakte. Karel III beval tot restauratiewerkzaamheden.
In 1799 verschansten revolutionairen en Franse troepen zich ten tijde van de Parthenopeïsche Republiek. De Britse vloot beschoot het fort doch kon het niet veroveren. Franse troepen bleven gekazerneerd in het Castello Aragonese tijdens het bewind van koning Jozef Bonaparte, koning van Napels. Na de val van Napoleon keerde Ferdinand I der Beide Siciliën terug op de troon van Napels. Ferdinand bouwde het kasteel uit met barakken zodat hij er een grote troepenmacht kon legeren. 
Na de eenmaking van Italië had het Castello Aragonese zijn strategische waarde verloren. Tijdens de Eerste Wereldoorlog verbleven krijgsgevangenen in het kasteel. De Torre Tenaglia werd helemaal met hekken omgeven om van deze toren een gevangenis te maken. Van 1926 tot 1975 was het kasteel een weeshuis. In de jaren 1920 zocht het Koninkrijk Italië immers onderdak voor weeskinderen van de Eerste Wereldoorlog.
Vanaf de jaren 1980 richtten de provincies Napels en Caserta het kasteel in als museum. Het thema was archeologie in de Flegreische Velden, met speciale aandacht voor de archeologische stukken die duikers uit de zee gehaald hadden.